# Jean-Jacques Clérion

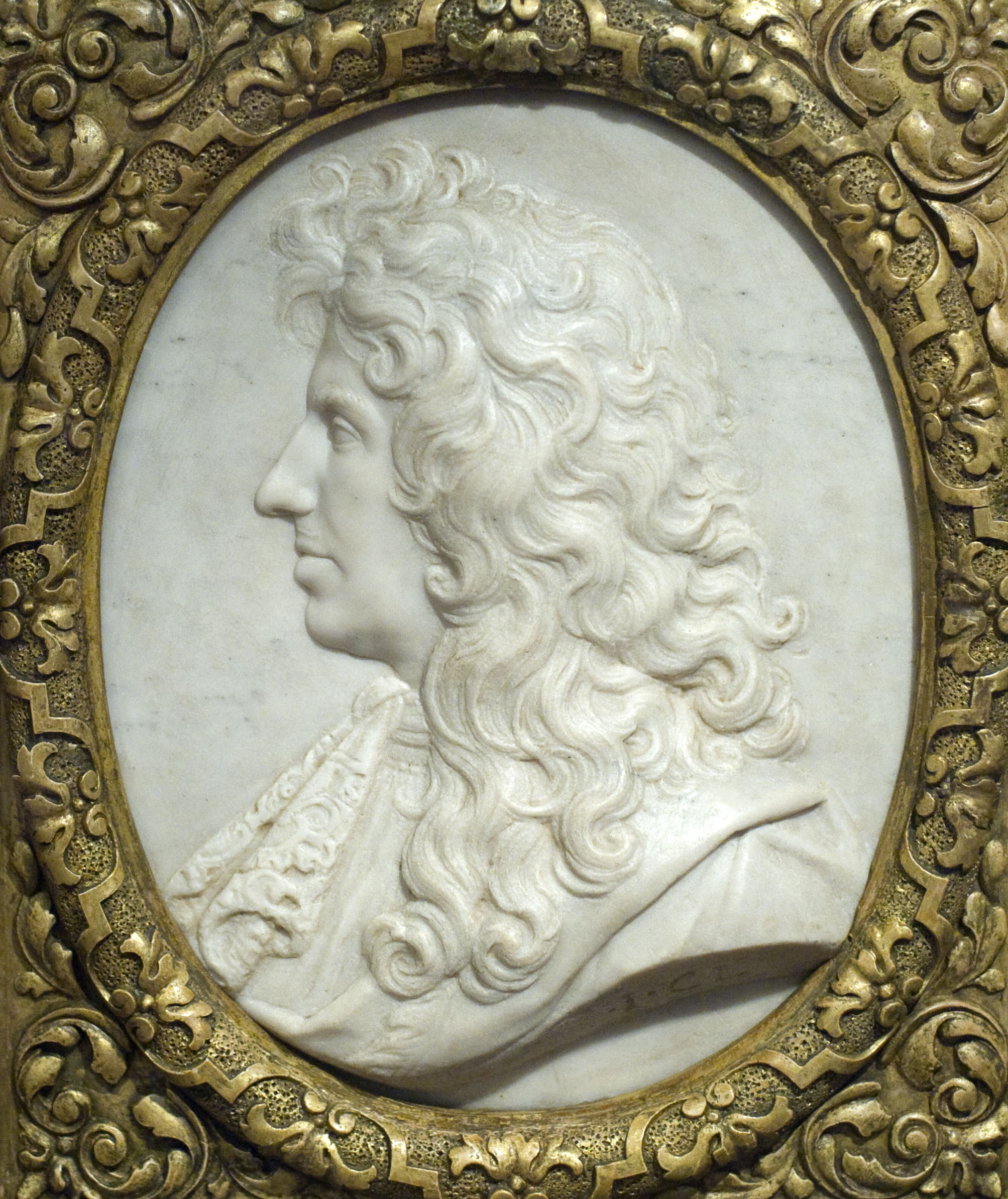
Portret van Christiaan Huygens door Clérion (ca. 1670?), Rijksmuseum Boerhaave, Leiden

Jean-Jacques Clérion (Aix-en-Provence, 16 april 1637 - Parijs, 28 april 1714) was een Frans beeldhouwer.

## Leven en werk
Clérion was in zijn geboorteplaats leerling van de beeldhouwer Antoine Bobeau. In 1661 trok hij naar Parijs, waar hij in de leer ging in het atelier van François Girardon. In de periode 1666 tot 1673 woonde en werkte hij in Rome.
Clérion werkte veel in opdracht van de Franse koning Lodewijk XIV, vooral voor diens kasteel van Versailles. Voor toelating tot de Académie Royale in 1689 maakte hij een reliëf van Jakobus de Mindere, dat tegenwoordig tot de collectie van het Louvre behoort.